# Varning För Punk
Varning För Punk, egentligen vaRniNG!! FöR pUNk, är en box utgiven av Ägg Tapes & Records under året 1994. Boxen bestod av tre skivor med totalt 54 olika svenska punkband och 146 låtar från sent 1970-tal och tidigt 1980-tal.
Varning för punk på kassett var originalet från tidigt 80-tal och utgavs av Nicke Boström (PACK productions) i två volymer via fanzinet Pack. Medverkade gjorde bland annat Existenz, The Bristles och Subway Army.

## Volym #1 (Gul)
1. Reklamation - (Trivs du i) Hjo
2. Sötlimpa - Ronald Reagan
3. Sötlimpa - Kalle Pung
4. Sötlimpa - Stark
5. Inge Val - Gatans parlament
6. Snobbslakt - Sune Raggarsvin
7. Snobbslakt - Grisar
8. Snobbslakt - Snutas
9. Snobbslakt - No Way
10. D.N.A. - Döda hjärnor
11. D.N.A. - Disciplin
12. D.N.A. - 40 000 000 döda kroppar
13. Anti Posörerna - Meningslöst tidsfördriv
14. Anti Posörerna - Ramul
15. Anti Posörerna - Dator
16. Anti Cimex - Jordens undergång
17. Anti Cimex - En död soldat
18. Anti Cimex - F.B.U.
19. Jesus Njure - Sture med gummidräktens telefonärende
20. Missbrukarna - Mutera
21. Missbrukarna - Överlevarna
22. Missbrukarna - Skydd mot de fattiga
23. Missbrukarna - Äcklet
24. Missbrukarna - Brinnande kors
25. Missbrukarna - Kristen rensning
26. Missbrukarna - Våldets triumf
27. Missbrukarna - Söndra & härska
28. Noncens - On the Battlefield
29. Noncens - Black & White
30. Noncens - No Liberty
31. WC (Eskilstuna) - Polis, polis
32. Ett Ackord - Ja jag, jag är
33. Avskum - Bä bä
34. Avskum - Feel It
35. Avskum - Fear
36. Diablesse Grupp 6 - Den man älskar agar man
37. Diablesse Grupp 6 - Född i farstun
38. Terror Pop - Du är död
39. D.T.A.L. - Time to Die
40. D.T.A.L. - Doomsday
41. D.T.A.L. - Human Or Refuse
42. Trojne - Varför krig
43. Trojne - Problematiskt barn
44. Trojne - Olle the Murder
45. Trojne - Jag hatar...
46. Slaskfittorna - Värmeland (We are the S.F.)
47. Slaskfittorna - Birgit
48. Slaskfittorna - Knulla lik
49. Slaskfittorna - Hon vill bara ha kuk

## Volym #2 (Grön)
1. Trogsta Träsk - Pelle i skogen
2. Rövsvett (Tranås) - Jehovas vittnen
3. Rövsvett - Heroin
4. Rövsvett - Världskrig 3
5. Rövsvett - Kontaktproblem
6. Spy (Linköping) - Ja' måste gå
7. Huvudtvätt - Smutsig byk
8. Huvudtvätt - Huvudtvätt
9. Huvudtvätt - Manglad
10. Huvudtvätt - Torktumlaren
11. Huvudtvätt - Stryk
12. Huvudtvätt - Diskad
13. Huvudtvätt - Hängd
14. Asta Kask - I natt jag drömde
15. Asta Kask - S.K.S. - Skattebetalarna
16. Asta Kask - Hjärndöd
17. Asta Kask - Folkmelodi
18. TA.S.K. - Raggarnisse
19. TA.S.K. - Satanist, javisst.
20. TA.S.K. - Krossade pungkulor
21. Ernst and the Edsholm Rebels - Krigets vansinne
22. Ernst and the Edsholm Rebels - Doomsday Troops
23. Ernst and the Edsholm Rebels - Religion
24. Nyx Negativ - Intro
25. Nyx Negativ - Trofull
26. Nyx Negativ - Idioterna
27. Nyx Negativ - Döda (oss)
28. Nyx Negativ - Anti War
29. T.S.T - Väktarnas värld
30. T.S.T - Third World War
31. T.S.T - No Government
32. Oroliga Kalkoner - Vänta & Se
33. Gods of Masturbation - Slaktad i ett korthus
34. God of Masturbation - Mental default
35. God of Masturbation - Deluded
36. Wax - Mode
37. Wax - Föroreningar
38. Wax - Viskningar & rop
39. Wax - Imsen
40. Wax - Fint & fult
41. Wax - Knulla är skönt
42. Stures Mjäll - Svart & vit
43. Sune Studs & Grönlandsrockarna - Utsatt
44. Sune Studs & Grönlandsrockarna - Vår dagliga död
45. Sune Studs & Grönlandsrockarna - Ingen snobb - Inget jobb
46. Existenz (Helsingborg) - Listen
47. Existenz - Associated
48. Destory (Linköping) - U.S. Army
49. Destory - Micke
50. AB Hjärntvätt - Passiv
51. AV Hjärntvätt - Pelle var ett avgasbarn

## Volym #3 (Rosa)
1. Sixten Redlös - I Wiahs I Woz An Animal
2. Mesk - Jag är ett problem
3. Mesk - Ni fattar ingenting
4. Rolf & Revoltörerna - Mänsklig tristess
5. Rolf & Revoltörerna - Pressad, stressad
6. P-Nissarna (Falun) - Jugend
7. P-Nissarna - Plastic
8. P-Nissarna - En polismans ord
9. Subway Army - 19 at 2
10. Subway Army - Proud Punk
11. Moderat Likvidation - Nitad
12. Moderat Likvidation - White Rastas
13. Moderat Likvidation - Proggerebell
14. Swankers P.M.S. - Pensionär
15. Swankers P.M.S. - Anti Oi
16. Mob 47 - Dom ljuger
17. Mob 47 - Rustning är ett brott
18. Mob 47 - Res dej mot överheten
19. Mob 47 - Religion är hjärntvätt
20. Mob 47 - Sjuk värld
21. Mob 47 - Kärnvapenattack
22. Mob 47 - Ingen framtid
23. Product Assar - Robotar lever
24. Product Assar - Anarkistisk begravning
25. Product Assar - Naked Ass in the Paradise
26. The Bristles - Bristles song
27. The Bristles - Sick
28. Kurt I Kuvös - Tilltro
29. The Past - Reagan
30. The Past - Russian Boy
31. The Past - I.R.A.
32. The Past - United States of Coca Cola
33. Arroganta Agitatorer - Politikersången
34. Arroganta Agitatorer - Lönlöst krig
35. Arroganta Agitatorer - Tre ton trotyl
36. Arroganta Agitatorer - Hemvärnet
37. Streg-Bänk - 87
38. Disarm - Disarm
39. Disarm - Too Late Home
40. Katastrof - Lammkött
41. Katastrof - Blöjraggare
42. Katastrof - A.F.
43. Puke - Messias barn
44. Puke - Staten
45. Lobotomi - Krossa
46. Svea Rikes Hjältar - Meningslöst liv